# Caroline Rosenthal
Caroline Rosenthal (* 1969) ist eine deutsche Amerikanistin, Literaturwissenschaftlerin und Hochschullehrerin. Sie ist seit 2009 Inhaberin des Lehrstuhls für Amerikanistik an der Friedrich-Schiller-Universität Jena.

## Werdegang
Rosenthal studierte an der Universität Freiburg und an der Simon Fraser University in Vancouver Anglistik und Germanistik. Ihr erstes Staatsexamen legte sie 1995 ab. 2001 wurde sie an der Universität Konstanz mit einer von Reingard M. Nischik betreuten Arbeit zu Narratologie, Gender und Identitätskonstruktionen in Romanen nordamerikanischer Autorinnen promoviert (summa cum laude). In ihrer Habilitation (Konstanz, 2007) beschäftigte sich Rosenthal komparatistisch mit symbolischen nationalen Räumen und Stadtliteratur in den USA und Kanada. Nachdem sie Professuren an den Universitäten Heidelberg und Konstanz vertreten hatte, wurde sie 2009 zur Professorin für Amerikanistik an der Friedrich-Schiller-Universität Jena ernannt. Von 2016 bis 2019 war sie zentrale Gleichstellungsbeauftragte der Universität und seit 2015 ist sie Mitglied im Graduiertenkolleg “Modell Romantik”.
Seit langem engagiert sich Rosenthal aktiv in der Gesellschaft für Kanada-Studien, der sie von 2015 bis 2017 als Präsidentin vorstand. Von 2007 bis 2012 war sie Mitglied im Beirat der Gesellschaft und von 2011 bis 2013 Herausgeberin der Zeitschrift für Kanada-Studien. Sie ist seit 2019 Vorsitzende des Kuratoriums der Stiftung für Kanada-Studien.

## Forschungsschwerpunkte
Das verbindende Element von Rosenthals Projekten und Publikationen ist die Diskussion von Natur- und Raumkonzepten im Kontext kanadischer und amerikanischer Literatur und Kultur, häufig in einem komparatistischen Ansatz. Dies offenbart sich sowohl in ihrem Interesse für die Romantik, als auch in ihrer Arbeit zu Mobilität und zum interdisziplinären Themenfeld des Anthropozäns.

## Projekte in Forschung und Lehre
Neben zahlreichen internationalen Konferenzen und Workshops initiiert Rosenthal in regelmäßigen Abständen internationale Summer Schools, die in ihre Lehre eingebettet sind. So reisten Jenaer Studierende 2013 zur Calgary Stampede, um sich mit kulturellen und literarischen Konzeptionen des kanadischen Westens auseinanderzusetzen. 2017 begab sich Rosenthal mit Studierenden auf die Spuren Henry David Thoreaus in Concord (Massachusetts).

## Publikationen (Auswahl)
- New York and Toronto Novels after Postmodernism: Explorations of the Urban. Camden House, Rochester, NY 2011.
- Narrative Deconstructions of Gender in Works by Audrey Thomas, Daphne Marlatt, and Louise Erdrich. Camden House, Rochester, NY 2003.
- mit Gina Comos (Hrsg.): Anglophone Literature and Culture in the Anthropocene. Cambridge Scholars, Cambridge 2019.
- mit Eva Gruber (Hrsg.): Gained Ground: Perspectives on Canadian and Comparative North American Studies. Camden House 2018.
- mit Laurenz Volkmann und Uwe Zagratzki (Hrsg.): Disrespected Neighbo(u)rs: Cultural Stereotypes in Literature and Film. Cambridge Scholars, Cambridge 2018.
- mit Dirk Vanderbeke (Hrsg.): Probing the Skin: Cultural Representations of Our Contact Zone. Cambridge Scholars Publishing, Cambridge 2015.
- mit Stefanie Schäfer (Hrsg.): Fake Identity? The Impostor Narrative in North American Culture. Campus, Berlin 2014.
- mit Doris Eibl (Hrsg.): Space and Gender. Spaces of Difference in Canadian Women’s Writing/Espaces de différence dans l’écriture canadienne au feminin. Innsbruck University Press, Innsbruck 2009.
- mit Therese Frey Steffen und Anke Väth (Hrsg.): Gender Studies: Wissenschaftstheorien und Gesellschaftskritik. Königshausen & Neumann, Würzburg 2004.
- mit Reingard Nischik (Hrsg.): Schwellentexte der Weltliteratur. UVK Universitätsverlag Konstanz, Konstanz 2002.

## Mitgliedschaften
- Deutsche Gesellschaft für Amerikastudien
- Gesellschaft für Kanada-Studien
- Deutscher Hochschulverband
- Urban Space Research Network[3]